# Kreutz-gruppen

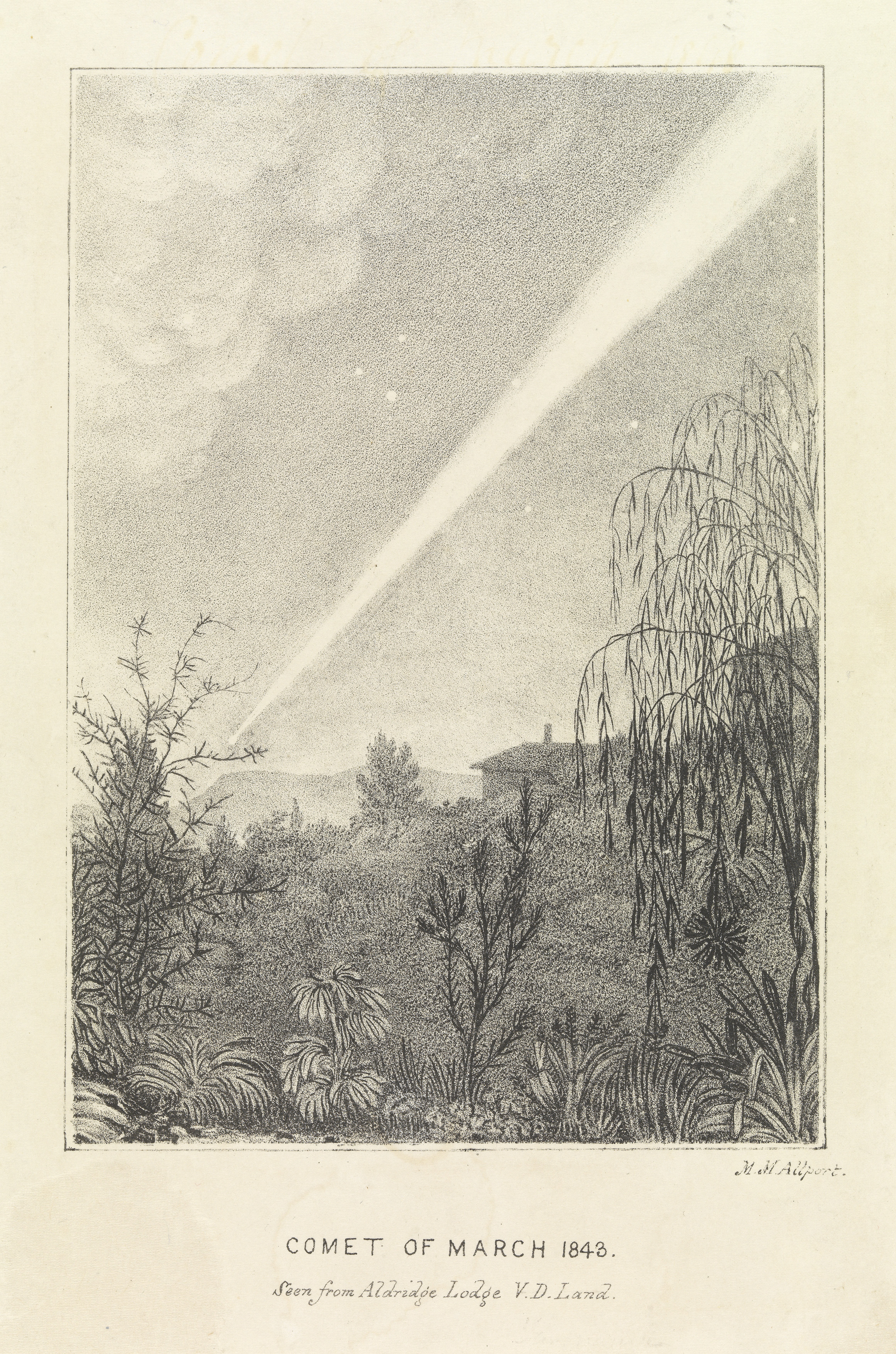
Målning från Tasmanien av kometen C/1843 D1, en berömd medlem av Kreutz-gruppen.

Kreutz-gruppen (engelska: Kreutz Sungrazers) är en familj av så kallade solstrykande kometer som rör sig mycket nära solen. De tros vara fragment av en större komet som bröts sönder för flera hundra år sedan och har fått sitt namn efter astronomen Heinrich Kreutz som först visade att de var av samma ursprung.
Flera medlemmar av Kreutz-gruppen har blivit väl synliga från jorden, ibland till och med dagtid. Den senaste av dessa var Ikeya-Seki år 1965 som kan ha varit en av de ljusaste kometerna det senaste millenniet. 
Flera hundra mindre medlemmar av familjen, vissa bara ett par meter stora, har upptäcks sedan rymdobservatoriet SOHO sändes upp 1995. Inga har överlevt sin passage runt solen. Amatörastronomer har varit framgångsrika i att upptäcka Kreutz-kometer i de data som finns publikt tillgängliga på Internet.
Det finns tecken på att ytterligare ett kluster av ljusa Kreutz-objekt kommer anlända till det inre solsystemet under de kommande decennierna, de tidigaste om bara ett par år. Under denna period finns goda chanser att vi återigen kan få uppleva spektakulära kometer som år 1965.